# Кастелло-дель-Матезе
Кастелло-дель-Матезе (итал. Castello del Matese) — коммуна в Италии, располагается в регионе Кампания, в провинции Казерта.
Население составляет 1476 человек (2008 г.), плотность населения составляет 70 чел./км². Занимает площадь 21 км². Почтовый индекс — 81016. Телефонный код — 0823.

## Демография
Динамика населения:

## Администрация коммуны
- Официальный сайт: https://web.archive.org/web/20101003191953/http://www.comune.castellodelmatese.ce.it/